# Edward Strząbała
Edward Strząbała (ur. 25 lipca 1938 w Zagnańsku, zm. 7 maja 2012 w Kielcach) – polski piłkarz ręczny i trener klasy mistrzowskiej. Trzykrotnie doprowadzał prowadzone przez siebie drużyny do zdobycia Mistrzostwa Polski.

## Życiorys
Ukończył Akademię Wychowania Fizycznego we Wrocławiu. Jako zawodnik reprezentował barwy AZS Wrocław, AZS Katowice i FKS Stali Mielec. Z katowickim zespołem zdobył w 1960 roku wicemistrzostwo kraju.
Karierę szkoleniowca rozpoczął jako grający trener Stali Mielec, którą w 1969 wprowadził do I ligi, po raz pierwszy w historii klubu. W 1982 roku zdobył ze Śląskiem Wrocław mistrzostwo kraju i Puchar Polski. W 1985 ponownie triumfował w pucharze kraju, tym razem z zespołem Iskry Kielce. W drugiej połowie lat 80. XX wieku wyjechał do Egiptu. Tam z zespołem Nady El-Ahly Kair zdobył mistrzostwo kraju i Puchar Afryki. W 1989 roku powrócił do Polski, gdzie ponownie objął stanowisko trenera w kieleckiej Iskrze. W czasie drugiej przygody z tą drużyną doprowadził ją dwukrotnie do mistrzostwa (w 1993 i 1994 roku) oraz raz do wicemistrzostwa kraju (w 1995 roku). Po sukcesach w Polsce ponownie udał się za granicę. Tym razem objął szkoleniową posadę w Bahrajnie, w zespole ali-Ahli Manama, z którym wywalczył mistrzostwo kraju i Puchar Zatoki Perskiej. Po powrocie do Polski trenował MKS Końskie, Śląsk Wrocław, Vive Kielce, Piotrkowianina Piotrków Trybunalski, Stal Mielec, Miedź Legnicę, Traveland Olsztyn i Eltast Radom. Od października 2010 był I szkoleniowcem AZS Politechniki Radomskiej.
Na przełomie lat 70. i 80. XX wieku współpracował ze sztabem szkoleniowym reprezentacji Polski. Był wówczas asystentem trenera Zygfryda Kuchty. Przede wszystkim pomagał w przygotowaniach kadry przed igrzyskami olimpijskimi w Montrealu, igrzyskami w Moskwie oraz przed mistrzostwami świata w Niemczech.
Ponadto był członkiem Rady Trenerów ZPRP, a w 1968 I trenerem sekcji pływackiej FKS Stali Mielec.